# 双凹两坑螺
双凹两坑螺（学名：Amphicoelina biconcava）为瞳孔蜗牛科两坑螺属的动物，是中国的特有物种。分布于湖北等地，生活环境为陆地，多生活于潮湿、多腐殖质的灌木丛、草丛中、落叶石块下以及在山区、丘陵、农田、住宅附近常可见到。